# Amalivaca
Amalivaca – u Indian Tamanaków Bohater kulturowy i praprzodek który po potopie nauczył ludzi uprawy ziemi, rzeźbiarstwa i wykorzystania rzek i strumieni do transportu.